# Saelices el Chico (kommun)
Saelices el Chico är en kommun i Spanien.   Den ligger i provinsen Provincia de Salamanca och regionen Kastilien och Leon, i den centrala delen av landet. Antalet invånare är 170.

## Ekonomi
Det fanns mellan 1954 och 2001 en urangruva i kommunen.